# Garrett Augustus Morgan

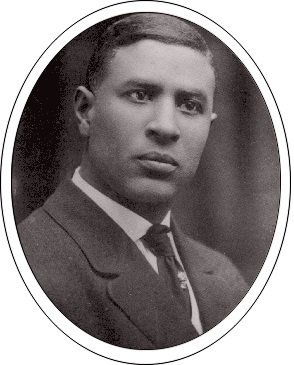
Fotografía de Garrett Augustus Morgan.

Garrett Augustus Morgan (4 de marzo de 1877, Paris, Kentucky-27 de julio de 1963) fue un inventor estadounidense e influyente líder político.

## Biografía
Fue el séptimo hijo de once niños del matrimonio formado por Sydney Morgan y Elizabeth Reed. Su educación solo llegó hasta sexto grado. En su adolescencia dejó el trabajo que realizaba en el rancho de sus padres y se fue a Cincinnati (Ohio), en busca de nuevas oportunidades. En el año 1895 viajó a Cleveland (Ohio), y trabajó reparando máquinas para un manufacturero.

## Invenciones
Fue el inventor de la máscara de gas en 1912.
También creó el semáforo automático con luz de advertencia en 1923, luego que él presenciara un terrible accidente en una intersección y lo patentó en el año 1923. Morgan vendió la patente de su semáforo a la compañía General Electric por 40 000 dólares (aproximadamente medio millón de dólares a la tasa de 2019).